# Caradrina rjabovi
Caradrina rjabovi är en fjärilsart som beskrevs av Charles Boursin 1936. Caradrina rjabovi ingår i släktet Caradrina och familjen nattflyn. Inga underarter finns listade i Catalogue of Life.